# Zela onara
Zela onara is een vlinder uit de familie van de dikkopjes (Hesperiidae). De wetenschappelijke naam van de soort is voor het eerst geldig gepubliceerd in 1870 door Butler.

## Verspreiding en leefgebied
Deze vlinder komt voor in de warme gebieden van Zuidoost-Azië.

## Waardplanten
De waardplant voor de rupsen is de kokospalm, maar ook andere palmen zijn acceptabel. Ze kunnen grote schade aanrichten op plantages door de enorme aantallen eitjes die op de palmen worden afgezet.